# Ranchitos Las Lomas (Teksas)
Ranchitos Las Lomas je naseljeno mjesto za statističke potrebe u američkoj saveznoj državi Teksas. Prema popisu stanovništva iz 2010. u njemu je živjelo 266 stanovnika.